# Sung Yu-ri
Sung Yu-ri (Hangul: 성유리; nascida em 3 de março de 1981) é uma cantora e atriz sul-coreana. Foi a integrante mais nova do extinto grupo Fin.K.L. Graduou-se na Universidade Kyung Hee em fevereiro de 2005.

## Filmografia

### Filmes
- Rabbit and Lizard, 2009
- Nuna, 2011
- Runway Cop, 2012

### Dramas
- SBS: Bad Girls, 2002
- MBC: My Platoon Leader, 2002
- SBS: Thousand Years of Love, 2003
- SayClub: Kim Sung-joon Meets Lee Yoo-jung, 2003
- MBC: First Love of a Royal Prince, 2004
- MBC: One Fine Day, 2006
- KBS2: The Snow Queen, 2006
- KBS2: Hong Gil-dong, 2008
- SBS: Swallow the Sun, 2009
- KBS2: Romance Town, 2011
- MBC: Feast of the Gods, 2012
- SBS: The Secret of Birth, 2013